# Феофан (Михайловский)
Феофан (в миру Феодор Михайловский; до 1790 — не ранее 1836) — архимандрит Русской православной церкви, вице-ректор Шаргородской духовной семинарии.

## Биография
О детстве и мирской жизни Феодора Михайловского сведений практически не сохранилось, да и последующие биографические данные о нём очень скудны и отрывочны. Воспитывался он в Харьковском коллегиуме и по окончании его в 1790 году служил фурьером в Измайловском лейб-гвардии полку. Уволенный с военной службы по состоянию здоровья с чином подпоручика, он в 1799 году поступил в братство Александро-Невской лавры и был учителем исторического и географического классов в Александро-Невской академии.
В августе 1800 года Феодор Михайловский был пострижен в монашество с именем Феофан, рукоположён в иеродиаконы и определён законоучителем Морского кадетского корпуса.
В апреле 1802 года Феофан был отправлен в Хорсенс ко двору принцессы Екатерины Антоновны Брауншвейг-Люнебургской с производством в иеромонахи. Пробыв там около двух лет, он возвратился в Россию 23 марта 1804 года и был определён учителем французского языка и вице-ректором в Александро-Невскую академию. В 1805 году состоялось назначение Феофана (Михайловского) присутствующим в академическом правлении и учителем высшей математики.
В 1806 году, возведённый в сан архимандрита Шаргородского Николаевского монастыря, он был назначен вице-ректором Шаргородской духовной семинарии, исправляя эту должность до 1811 года. Затем был смотрителем шаргородских духовных училищ, потом — приворотских и в 1833 году — снова шаргородских (до 1836 года).
Последующая судьба Феофана (Михайловского) неизвестна.